# Rayo de la muerte

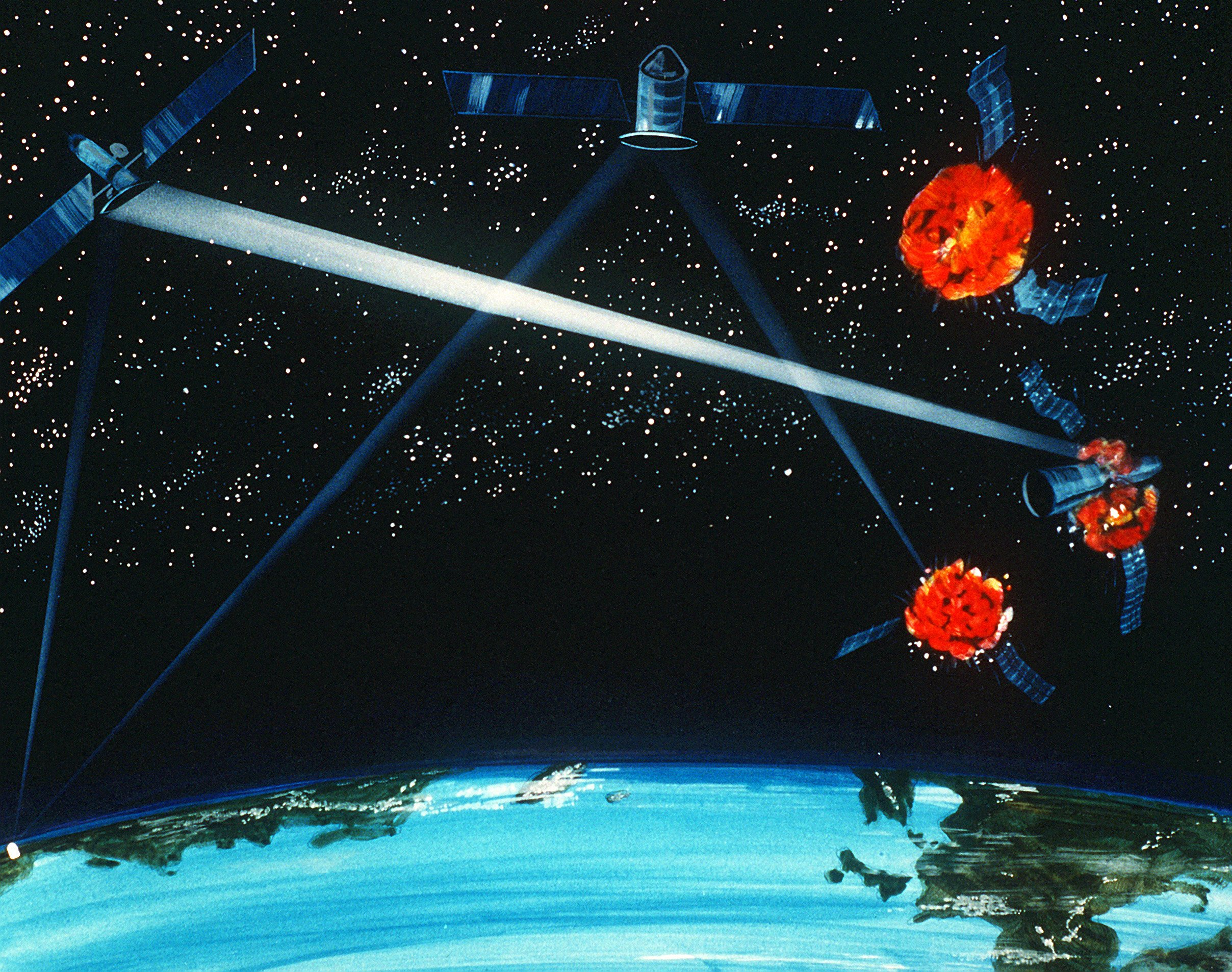
Recreación artística de un ataque espacial mediante satélites equipados con rayos de la muerte.

El rayo de la muerte o rayo de Tesla es un arma teórica que permite disparar un haz de partículas microscópicas hacia seres vivos u objetos para destruirlos. Supuestamente fue inventado entre la década de 1920 y 1930 de manera independiente por Nikola Tesla, Edwin R. Scott y Harry Grindell Matthews, entre otros. El aparato nunca fue desarrollado, pero ha alimentado la imaginación de muchos autores de ciencia ficción y ha inspirado la creación de conceptos como la pistola de rayos láser, utilizada por héroes de ficción como Flash Gordon.

## Historia
- Según Luciano de Samosata, Arquímedes inventó un artefacto con espejos ustorios,[5] conocido como el "rayo de calor de Arquímedes",[6] que servía para enfocar la luz solar en los barcos que se acercaban, haciendo que éstos ardieran. Arquímedes repelió un ataque llevado a cabo por soldados romanos durante el sitio de Siracusa (213-211 a. C.).

- Edwin R. Scott, un inventor de San Francisco, garantizaba ser el primero en desarrollar un rayo de la muerte capaz de destruir seres vivos y derribar aviones a distancia. Nacido en Detroit, afirmaba haber trabajado durante nueve años como un estudiante y protegido de Charles P. Steinmetz.

- Harry Grindell-Matthews trató de vender al Ministerio del Aire del Reino Unido (Air Ministry) en 1924 lo que él consideraba un rayo de la muerte. No fue capaz de mostrar a los militares una maqueta o modelo de su proyecto.

- Nikola Tesla, científico e inventor serbio que emigró a los Estados Unidos, decía haber inventado un rayo de la muerte usando lo que el denominaba teleforce en la década de 1930. Después de su muerte hubo muchos rumores acerca de la existencia de esta arma.[2][3]

- Antonio Longoria en 1934 declaraba haber desarrollado un rayo de la muerte que podría matar a las palomas a cuatro kilómetros de distancia y matar a un ratón encerrado en una cámara con paredes de metal;